# K-141 Koursk
Pour les articles homonymes, voir Koursk (homonymie).
Pour l'article consacré au naufrage du sous-marin K-141 Koursk, voir Naufrage du K-141 Koursk.
Le K-141 « Koursk » (en russe : К-141 « Курск ») est un sous-marin nucléaire lanceur de missiles de croisière russe (code OTAN : SSGN)  du projet 949A « Anteï » (classe Oscar-II). Mis en service en 1994, il a sombré le 12 août 2000 avec ses 118 hommes d'équipage. Une torpille d'exercice, en cours de lancement, aurait explosé accidentellement à bord.

## Construction
Commandé par la marine soviétique avant sa dissolution, le K-141 est inscrit à la liste des navires de guerre comme « croiseur sous-marin » (KrPL), sa quille est posée au chantier naval no 402 de la Sevmash à Severodvinsk le 22 mars 1990 ou le 31 janvier 1991.
Le 3 juin 1992, le bâtiment est reclassé en « croiseur sous-marin nucléaire » (APK) et le 6 avril 1993, il est renommé K-141 Koursk, en référence à la bataille de Koursk, dans la province du même nom.
Le K-141 Koursk est lancé le 16 mai 1994 afin de subir une série d'essais constructeur (menés par la Sevmash) et officiels (menés par la marine russe) en mer. Ces essais réussis, il entre en service le 30 décembre 1994. Le K-141 fait alors partie des sous-marins les plus perfectionnés de la marine russe.

## Caractéristiques
D'une longueur de 154 mètres, et haut de quatre ponts, il a un déplacement de 13 500 tonnes. C'est un sous-marin à propulsion nucléaire, équipé de deux réacteurs à eau pressurisée de type OK-650. Le bâtiment dispose d'une double coque : une coque externe, faite d'acier enrichi en nickel et en chrome, hautement inoxydable et de signature magnétique très faible, et une coque interne, de 5 cm d'épaisseur. Il est séparé en neuf compartiments, dont le dernier est un « compartiment-refuge ». Ses deux réacteurs nucléaires lui assurent une vitesse de pointe de 32 nœuds en plongée, et il peut évoluer jusqu'à 300 m de profondeur.
Les sous-marins de la classe Oscar II sont équipés de deux rangées de 12 tubes de lancement inclinés à 40° capables de tirer en plongée 24 missiles antinavires P-700 Granit (code OTAN : SS-N-19). Ces sous-marins, conçus lors de la guerre froide, avaient pour mission de contrer les porte-avions de l'OTAN et leur escorte.

## Carrière opérationnelle
Le 1er mars 1995, il est affecté à la 7e division de la 1re flottille de sous-marins de flotte du Nord, stationnée dans la baie d'Ara (base navale de Vidiaïevo). Il passe sur dock pour entretien et réparations en 1998.
Redevenu le fer de lance de la flotte du Nord russe après une décennie de coupes budgétaires, le K-141 Koursk se distingue lors d'une mission de surveillance de la sixième flotte américaine de l’US Navy menée avec succès en mer Méditerranée du 5 juillet au 9 octobre 1999 pendant la guerre du Kosovo.
En mai 2000, il effectue une sortie en mer de Barents et reçoit le prix du commandant-en-chef de la marine pour un tir de missile réussi.

## Naufrage

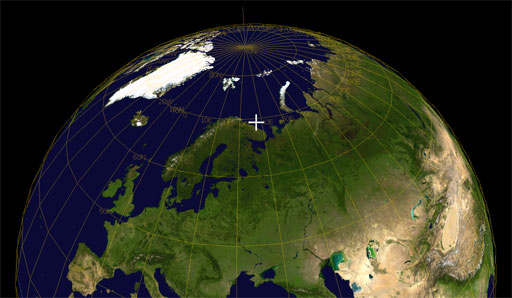
Localisation du naufrage.

Le samedi 12 août 2000, le Koursk est en exercice en mer de Barents, dans le cadre de grandes manœuvres visant à montrer au peuple russe que la flotte est de nouveau opérationnelle comme l'avait promis Vladimir Poutine lors de son élection.
Pendant l'exercice, une série de deux explosions — provoquée selon la thèse la plus probable par l'explosion d'une torpille embarquée par le sous-marin — fait sombrer le Koursk à approximativement 135 km de la ville de Severomorsk, à 69° 40′ N, 37° 35′ E.
Il s'immobilise sur une zone peu profonde de la mer de Barents, à 108 m de profondeur.

### L'agonie de l'équipage

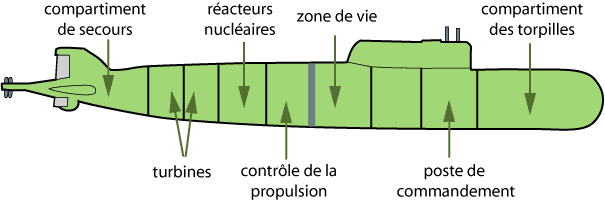
Les neuf compartiments du Koursk.

Dans les compartiments 6 à 9, 23 hommes survivent aux deux explosions. Ils se rassemblent dans le 9e compartiment, qui contient le second sas de secours (le premier sas, situé dans le 2e compartiment, est détruit et hors d'atteinte). Le capitaine-lieutenant Dmitri Kolesnikov (un des trois officiers de ce grade ayant survécu) prend le commandement. Après le renflouage du Koursk, on retrouvera sur lui un dernier écrit où il avait dressé une liste des survivants. Dans la partie rendue publique, il relate ainsi les dernières heures de l'équipage :

« Il fait trop sombre ici pour écrire, mais je vais essayer au toucher. Il semble qu'il n'y ait pratiquement aucune chance, 10 - 20 %. J'espère qu'au moins quelqu'un lira ceci. Voici la liste de membres d'équipage des autres sections qui sont maintenant dans la neuvième et qui vont essayer de sortir. Salut à tous, pas besoin d'être désespéré. Kolesnikov. »

« Здесь темно писать, но наощупь попробую. Шансов похоже нет % - 10-20. Будем надеяться, что хоть кто-нибудь прочитает. Здесь список л/с отсеков, которые находятся в 9-м и будут пытаться выйти. Всем привет, отчаиваться не надо. Колесников. »
La pression dans la coque est la même qu'en surface ; il est donc théoriquement possible pour les rescapés d'utiliser un sas de secours pour sortir dans la mer Arctique et remonter en surface dans une combinaison de sauvetage spéciale, à condition que des secours attendent au-dessus. La raison pour laquelle cette possibilité n'est pas exploitée n'est pas connue : il est présumé que les survivants préfèrent attendre qu'un submersible vienne s'y arrimer ou que l'écoutille externe du sas est peut-être hors d'usage. L'équipe de renflouement ne mettra que quelques minutes pour ouvrir l'écoutille, ce qui invalide cette dernière hypothèse.
On ne sait pas avec exactitude combien de temps les rescapés survécurent. Les réacteurs à eau pressurisée s'étant automatiquement éteints, l'alimentation électrique de secours décline rapidement en puissance et l'équipage est plongé dans une obscurité totale et une température proche de zéro degré Celsius.
Les opinions divergent sur la durée de l'agonie des rescapés. Certains commentateurs, notamment du côté russe, se prononcent pour une mort rapide. Sur un sous-marin de classe Oscar II (celle du Koursk) immobile, des fuites apparaissent sur l'arbre porte-hélice. À une profondeur de plus de 100 m, il aurait été impossible de les reboucher (il est douteux que les presse-étoupes fuient autant sur un sous-marin capable de plonger à plus de 300 m. Ses fuites sont probablement une conséquence des explosions et chocs). D'autres pointent que de nombreuses cartouches d'absorbeur de dioxyde de carbone, qui servent à maintenir une composition chimique viable dans l'air du caisson de sauvegarde, ont été retrouvées utilisées après le renflouage, ce qui tendrait à prouver que les rescapés auraient survécu pendant plusieurs jours. Ces cartouches semblent d'ailleurs avoir été la cause de la mort des derniers survivants : au contact de l'eau de mer, elles prennent feu. L'enquête officielle démontre qu'un tel incendie a probablement eu lieu, et que quelques membres d'équipage y auraient survécu en plongeant sous l'eau — les marques de carbonisation sur les cloisons indiquent qu'à ce moment, l'eau devait arriver au niveau du buste de ceux qui étaient dans le compartiment inférieur. Mais l'incendie consomma rapidement l'oxygène résiduel, tuant les derniers survivants par asphyxie.

## Tentatives de sauvetage
En fin de soirée, la marine russe minimise l'incident : les premiers communiqués de presse mentionnent seulement des « difficultés techniques mineures » du Koursk. Vladimir Poutine, élu président de la fédération de Russie trois mois auparavant, apparaît dans les médias 24 h après l'accident en bras de chemise à l'occasion d'un barbecue avec des amis dans sa villa de la mer Noire.
Le navire de sauvetage Roudnitsky, arrivé sur les lieux du drame le lendemain 13 août, vers 8 h 40, contient deux petits submersibles d'assistance en grande profondeur l’AS-32 (projet 18392) et le Priz (projet 1855). Cependant, les batteries du premier ont une capacité insuffisante (il est plus probable que ces batteries n'aient pas été suffisamment chargées, le délai de rechargement étant de 14 à 16 heures) et le mauvais temps va empêcher le second d'atteindre l'épave. Lorsqu'il y arrive, quatre jours plus tard, il ne parvient pas à s'y arrimer.
D'après Jean-Michel Carré, quelques heures à peine après le naufrage, un petit submersible de type AS-15 (projet 1910) et des nageurs d'élite de la marine russe plongent, examinent en secret le Koursk, puis remontent. Aucune preuve n'a cependant permis d'appuyer cette hypothèse.
La Russie accepte les aides britannique et norvégienne, mais seulement le 16 août. Les navires de sauvetage partis de Norvège arrivent sur le lieu du sinistre le 19 août. Plusieurs tentatives de sauvetage sont lancées, à l'aide d'un mini-submersible britannique, le 20 août. En raison de l'inclinaison du sous-marin, le mini-submersible ne peut se fixer sur les issues de secours du Koursk. Les secours peuvent uniquement constater que le neuvième compartiment du sous-marin, censé servir de compartiment de secours, est complètement inondé. Les chances de trouver des survivants sont donc nulles, et la mission de sauvetage est interrompue.
À l'époque de l'accident, les causes sont encore inconnues et trois hypothèses sont évoquées : une explosion de torpille, une collision avec un sous-marin étranger ou l'explosion d'une mine marine de la Seconde Guerre mondiale.
Cet accident a tué les cent dix-huit membres de l'équipage.

## Renflouement
Le renflouage du Koursk est un véritable exploit, puisqu'il s'agit de remonter un sous-marin de 13 500 tonnes du fond marin. Vladimir Poutine prend l'initiative (sic) de l'opération afin de récupérer les corps des victimes et de déterminer les causes du naufrage. C'est la société néerlandaise Mammoet — la seule à avoir accepté l'exigence des Russes de découper l'avant et de ne remonter que l'arrière — qui décroche le contrat de 65 millions de dollars. Elle envoie sur place un bateau spécialisé dans ce genre d'opérations, le Giant 4.
Le compartiment avant du sous-marin est d'abord découpé par un filin-scie géant actionné par des robots disposés sur le fond marin de part et d'autre du bâtiment. Ce compartiment — dont l'examen aurait permis de révéler les causes des explosions — est laissé au fond, sous prétexte qu'il contiendrait probablement des torpilles non explosées. Les périscopes et les mâts télescopiques sont sciés et retirés du kiosque pour ne pas gêner le remorquage.
Vingt-six câbles sont ensuite fixés sur la partie principale du sous-marin par un système analogue à celui des chevilles expansives (type « Molly »). Chaque câble est constitué de 54 filins de près de 2 cm de diamètre, eux-mêmes tressés à partir de 7 fils d'acier. La remontée, effectuée depuis le Giant 4 par 26 vérins de levage géants, dure 11 heures.
Le sous-marin amputé, qui contient encore 115 corps, deux réacteurs nucléaires et un nombre indéterminé de missiles, est ensuite remorqué au port de Rosliakovo dans le golfe de Mourmansk pour être mis en cale sèche. L'opération se termine le 8 octobre 2001, soit plus d'un an après le naufrage.
Le renflouage du Koursk permet d'identifier les corps (sauf trois) et de procéder aux obsèques, attendues par les familles. L'équipage est décoré par le gouvernement russe de l'ordre du Courage, et son commandant, Guennadi Liachine, est nommé héros de la fédération de Russie. Le témoignage manuscrit retrouvé sur le corps de Kolesnikov aide les enquêteurs à déterminer les circonstances de l'accident mais une partie de ce document est gardée secrète.

## Causes du naufrage
Vladimir Poutine confie l'enquête au procureur Vladimir Oustinov.
Ses conclusions rendues en 2002, basées notamment sur une inspection de quatre mois de l'épave renflouée, avalisent l'hypothèse de l'explosion accidentelle d'une torpille due à une fuite du liquide propulseur. En effet, la torpille mise en cause utilise du peroxyde d'hydrogène sous forme liquide pour amorcer la propulsion qui, mis en contact avec l'eau de mer, produit une énorme quantité de gaz qui entraîne la turbine et les hélices.
À la suite de négligences, ce peroxyde d'hydrogène aurait réagi avec le cuivre et le laiton des compartiments torpille, conduisant à une réaction en chaîne entraînant l'explosion. Des fuites sur ce type de torpille ont été relevées sur d'autres bateaux.
La cloison étanche qui sépare la salle des torpilles du reste du bâtiment étant ouverte, peut-être pour éviter une surcompression d'air lors du lancement des torpilles mais selon toute vraisemblance plutôt à cause d'une erreur humaine, l'onde de choc se propage aux deux premiers compartiments, tuant probablement sur le coup les sept marins du premier et blessant grièvement les trente-six présents dans le second, où se trouve le poste de commandement.
Au cours des deux minutes qui suivent, le commandant du navire, qui officie dans le troisième compartiment, ne lance pas de signal de détresse. Aucune balise de détresse n'est larguée, alors qu'un dispositif automatique réagit normalement à tout feu ou explosion dans le sous-marin. Mais un incident survenu l'été précédent dans la Méditerranée, lors duquel un lancement de balise mal évalué avait risqué de dévoiler la position du sous-marin à la flotte américaine, avait amené l'équipage à désarmer ce dispositif. Le moteur du Koursk est mis à pleine puissance, sans que l'on connaisse l'intention du commandant, surface ou fuite.

### Explications alternatives
Plusieurs thèses alternatives ont été avancés pour expliquer le naufrage.

#### Hypothèse terroriste
Peu après l'accident, l'agence de presse tchétchène indépendante Kavkaz-Center annonce que l'explosion serait due à un attentat-suicide d'un islamiste du Daghestan embarqué dans le sous-marin. Cette hypothèse est cependant vite écartée par les autorités russes.

#### Présences de bâtiments étrangers
Selon le journaliste Jean-Michel Carré, deux sous-marins de l'US Navy de la classe Los Angeles auraient percuté le Koursk, entraînant son naufrage. Il base sa théorie sur des photos d'un sous-marin qui aurait été surpris accidenté dans un port norvégien quelques jours après le drame.
Cette théorie, développée dans son documentaire Koursk, un sous-marin en eaux troubles, est reprise dans un article du journal Libération.

## Réactions et hommages
Le kiosque du sous-marin est transformé en mémorial dans l'ancien port d'attache du Koursk, la base navale de Vidiaïevo. Il dresse la liste des membres d'équipage. À l'extérieur de la ville de Severodvinsk où le sous-marin a été construit, une importante plaque de granit noir a été érigée dans les dunes. Elle est gravée du texte suivant : « Cette triste pierre a été érigée en mémoire de l'équipage du sous-marin nucléaire Koursk, qui est décédé tragiquement le 12 août 2000, en service,. » La ville portuaire de Severodvinsk érige un petit mémorial.[réf. nécessaire] D'autres mémoriaux sont érigés à Moscou, Saint-Pétersbourg, Sébastopol, Severomorsk et Koursk (ville qui a porté son nom).
Les torpilles Tolstouchka type 65-76, utilisées par la marine russe depuis 1976, ont été stockées à terre après cet accident. L'inflammabilité du liquide propulseur est jugée trop dangereuse. De plus, ce liquide est hautement corrosif. Il convient donc de changer régulièrement tous les réservoirs le contenant, ainsi que tous les circuits par lesquels il peut passer. C'est ce qui n'avait probablement pas été fait dans les délais normaux dans le cas de la torpille embarquée sur le Koursk.

## Dans la culture populaire

### Romans
- Dans son roman Une exécution ordinaire, (2007, Gallimard), Marc Dugain imagine un sous-marin baptisé Oskar, inspiré du naufrage du Koursk[9].

### Documentaires télévisés et radiophonique
- La tragédie du Koursk, 3e épisode de la 3e saison de La Minute de vérité sur National Geographic Channel et sur Direct 8.
- Affaires sensibles : La tragédie du Koursk, diffusé sur France Inter le 30 mars 2016[10].
- Koursk, un sous-marin en eaux troubles, Jean-Michel Carré[11]

### Filmographie
- Kursk, film franco-belge du réalisateur danois Thomas Vinterberg (2018)[12].

### Musiques
- Le naufrage fait l'objet d'un morceau de l'album Drinking Songs par Matt Eliott, sorti en 2004[13].
- Le groupe DDT a chanté la chanson Capitaine Kolesnikov (en russe : Капитан Колесников) en 2007 en référence à Dmitri Kolesnikov, capitaine du sous-marin aux mains duquel un message a été retrouvé[14].
- David Chisholm, compositeur australien, a écrit en 2011 une œuvre très moderne et ambitieuse intitulée : Kursk, an Oratorio Requiem (90 minutes) sur des poèmes de la poétesse russe Anzhelina Polonskaya[15].